# Pressen (dagblad)
 For alternative betydninger, se Pressen. (Se også artikler, som begynder med Pressen)
Pressen var et kortlivet dagblad, hvor Johannes V. Jensen var initiativtager og redaktør, mens John Martin var udgiver.
Dagbladet opnåede blot en måneds levetid fra 2. juli 1906 til 31. juli 1906.
Bladet er beskrevet som en "på flere måder en tynd affære", men også med talrige eksempler på "fremsynethed og originalitet".
Det var inspireret af amerikanske aviser og havde som noget nyt i Danmark tegneserier.
En anden specialitet ved bladet var litterære vejrbeskrivelser, hvor Johannes V. Jensen noterede sig, hvordan vejret var og funderede videre over forholdet i et digterisk sprog.
Avisen udkom dagligt om eftermiddagen i juli måned 1906 og havde redaktion i nummer 13 på Nørregade i København.
Johannes V. Jensens søn Villum Jensen (der for øvrigt blev født under avisens korte levetid) var af den formodning, at hans far skrev det meste af bladet.